# HMS Endeavour (piratas del caribe)
El HMS Endeavour es un navío ficticio creado como parte de la trilogía cinematográfica de la película Piratas del Caribe. Durante la película es capitaneado por el Vicealmirante Steven Jormo, quien tras la muerte del almirante Norrington es ascendido, pasando a ser nombrado en la última batalla Almirante General de la Armada. Sin embargo, en el transcurso de la película el navío es mandado por Lord Cutler Beckett, embajador, representante y jefe de la Compañía Británica de las Indias Orientales en el Caribe.

## Historia
El navío fue construido en Jamaica en el año 1702 para la Marina Real Británica. En  1721, cuando el Mar Caribe pasó a ser controlado por la Compañía de las Indias Orientales, el barco quedó a disposición de la compañía y por ende a manos de Lord Cutler Beckett. Fue uno de los más grandes navíos que tuvo la Marina Real y el más grande de todo el Caribe. El barco fue hundido  1735 cuando tuvo lugar la última batalla a causa de la incapacidad del teniente Groves, el cual no quiso maniobrar sin antes recibir órdenes de Beckett, lo que permitió que el Holandés y el Perla Negra lo destrozaran.

## Armamento y capacidad
El navío tenía tres puentes y cuatro baterías. La capacidad era para 1090 personas aunque durante las batallas era de 1147. Las tecnologías en el navío eran muy avanzadas pero los tripulantes seguían con la misma dejadez. En cambio los camarotes de los oficiales mayores superiores (Almirante, capitán de navío, teniente general, Jefe de navío y Vicealmirante), aunque dormían con literas eran mejor que el de los tripulantes, que dormían todos juntos en hamacas. Había un camarote (el Camarote del capitán / el del supremo general), que tenía dos camas separadas que eran para los oficiales de gran nivel, Lores y personas de gran prestigio social. El navío poseía 122 cañones aunque solo se utilizaban 112; los otros eran de reserva (su capacidad era muy grande pero no se usaba en su totalidad ya que era un navío de guerra).

## Tripulación
(paréntesis durante la guerra)
- 1 capitán de navío (1)
- 1 capitán de fragata (2)
- 5 teniente de navío (4)
- 5 teniente de fragata (4)
- 8 teniente de cubierta (10)
- 9 alférez de navío (11)
- 10 alférez de fragata (10)
- 16 alférez de cubierta (20)
- 20 guardia marines (10)
- 5 pilotos (2)
- 7 segundo pilotos (3)
- 2 médicos (400)
- 1 cirujanos (2)
- 3 ayudantes médicos (3)
- 7 carpinteros (4)
- 2 maestro de velas (3)
- 1 patrón de bote (1)
- 3 buzos (1)
- 2 cocineros (1)
- 3 ayudantes de cocina (2)
- 1 farolero (1)
- 2 contramaestres (2)
- 4 contramaestres secundarios (4)
- 1 armero (2)
- 2 mozos (1)
- 79 Artilleros principales (70)
- 150 artillerías secundarias (170)
- 194 artillerías terciarias (200)
- 195 infantería de la marina (350)
- 270 grumetes (200)
- 35 ingenieros y de mantenimiento (28)
- 55 pajes (10)
- 10 auxiliar (15)

- Datos: Q5890705